# Лунка (Мороени)
Лунка (рум. Lunca) насеље је у Румунији у округу Дамбовица у општини Мороени. Oпштина се налази на надморској висини од 563 m.

## Становништво
Према подацима из 2002. године у насељу је живело 1235 становника, од којих су сви румунске националности.